# The Resurrection (Geto Boys)
The Resurrection è il quinto album del gruppo hip hop statunitense Geto Boys, pubblicato nel 1996 dopo tre anni di pausa per il trio di Houston. Willie D rimpiazza Big Mike. Il prodotto diviene il secondo e ultimo dei Geto Boys a raggiungere il vertice della classifica dedicata agli album hip hop, scalando anche la Billboard 200 fino al sesto posto. È un successo anche a livello di critica, risultando il disco più apprezzato dagli autori musicali.
| Recensione       | Giudizio |
| ---------------- | -------- |
| AllMusic         | [ 1 ]    |
| RapReviews       | [ 3 ]    |
| Rolling Stone    | [ 4 ]    |
| Robert Christgau | taglio   |

## Tracce
1. Ghetto Prisoner – 1:25
2. Still – 4:00 (Johnson, Jordan, Willie D)
3. The World Is a Ghetto (featuring Flaj) – 4:25 ((Flaj) Derrick Hunter, Gregory Hunter, Richard Buttrill, DeMarcus Porter)
4. Open Minded (featuring DMG) – 4:10 (Dean, Johnson, Jones, Jordan, Willie D)
5. Killer 4 Scratch – 0:36
6. Hold It Down (featuring Facemob) – 5:27 (Dean, Dorsey, Jones, Jordan, Smith)
7. Blind Leading the Blind (featuring Menace Clan) – 5:04 (Adams, Dean, Jordan, Miller, Willie D)
8. First Light of the Day – 5:07 (Dean, Jordan, Willie D, Wilson)
9. Time Taker – 5:12 (Dean, Jordan, Willie D)
10. Geto Boys and Girls – 5:59 (Dean, Jordan, Willie D)
11. Geto Fantasy – 4:30 (Dean, Gregory, Johnson, Jordan, Miller, Willie D)
12. I Just Wanna Die – 4:00 (Dean, Johnson, Jordan)
13. Niggas and Flies – 3:09 (Edwards, Willie D)
14. A Visit with Larry Hoover – 1:25
15. Point of No Return – 3:06 (Dean, Jordan, Willie D)

## Classifiche

### Classifiche settimanali
| Classifica (1996)         | Posizione massima |
| ------------------------- | ----------------- |
| Stati Uniti               | 6                 |
| US Top R&B/Hip-Hop Albums | 1                 |